# モシレチク・コタネチク
モシレチク・コタネチク（Moshirechik-Kotanechik）はアイヌに伝承されるユーカラ（叙事詩）に登場する魔神である。正しい名前は「モシレチク・コタネチク、モシロアシタ・コタネアシタ」という。
金田一京助全集十一アイヌ文学Ｖp337-に、「アイヌラックル（が）悪魔から神を救い出す話」として、日高支庁新冠の伝承者・トメキチが語る「魔人の手から日の女神を救い出す話」（トカプチュプカムイはアイヌの日の女神）が記述されている。

## あらすじ
粗筋は、魔神モシレチク・コタネチクに囚われた太陽神を英雄神アイヌラックルが救出するという、天照大神の天岩戸隠れに似た話である。
この魔神は「巌の鎧を被った様は、小山が手をはやし、脚を生やしたに異ならず。トドの皮の縄を以て、櫂ほどの太刀を腰に縛りつけ、片方の目は紫蘇の実の粒ほどに小さく、片方の目は満月の如くにむき出した大怪物である」という。
この悪神は、日の出の時にも日の入りの時にも、太陽を呑もうとして大口を開けるので、神々はその口の中に、朝には狐を二匹投げ込み、夕方には烏を十二羽投げ入れて、その隙に何とか日神を無事に通過させていた。ところがある日のこと、モシレチク・コタネチクはとうとう日の出時に太陽を捕え、彼女を木の筐(かご)六、金の筐六、巌の筐六を重ねた中に閉じ込め、その周囲に、それぞれ六重に、巌の柵と金の柵と木の柵を巡らした。このため世界は暗闇になり、人間も神々も眠り込んだまま眼を覚ますことが出来ず、眠り疲れて眠り死にするものが続出する有様になった。神々の中でも特に強力なものたちは、日神を助け出そうとして、悪神の城に出掛けて行ったが、彼等は皆、城の柵の外に行き着いたところで悪神に捕らえられ、彼の怖ろしい魔力によって赤児に変えられて、揺り篭に入れられてしまう始末であった。
神々の要請を受けたアイヌラックルは風に身を変えて六重の垣根を抜けて魔神の館へ侵入し、六重の木の筐、金の筐、巌の筐を打ち壊して日の神を救出する。そしてアイヌラックルは
「雲の小船を手早く作り、船のみよしに手早く雲の倭人の童を造り、艪のわきに手早く雲のアイヌの童を造り、雲の小楫をリウと後ろへそり船の中央には雲の小帆を取り付け､帆の中央に日の神をくっつけて、蒼空めがけて投げたのである。ここに於いて世界が再び照りかがやいた。」
だがモシレチク・コタネチクの魔神は猛烈な勢いでアイヌラックルに襲いかかる。アイヌラックルは「人間世界を救う戦で、人間世界を壊してはならない」との考えのもとにモシレチク・コタネチクの魔神を地下のテイネポクナモシリに誘い「夏冬六年」の戦いの末に魔神を六重の地獄界に蹴落とし、世界に平和が戻る。
また別の伝承では、「悪神はこれを見て怒り、大きな吼え声を発しながら、アイヌラックルに襲い掛かって来た。アイヌラックルはまず足を上げて悪神の城を地獄の底に蹴落とし、その後で日の神を雲の小船に乗せて空中に投げ上げた。このようにして世界に陽光の輝きを取り戻させておいて、彼は悪神を地底の冥界へおびき出し、其処で大神と力を合わせ六年の間この難敵と死闘を演じた末に、遂に悪神を地獄の底へ蹴落とした。」
アイヌラックルとこの魔人との戦いはオイナ（古伝）の中でも特にポロオイナ（大伝）と云って著名なものであるが、秘曲であってめったに謡わないから、その伝えも早く失われてしまった。そはともあれ、この物語りはアイヌラックルが魔人の手から女神を救う説話の最も典型的な物語で、多く類型の説話の中には、あるいはこれから影響を受けて出来たものもあるかのように思われる。

## 名前
コタネチクチク・モシレチクチク（村滴滴国滴滴）（むら、たらたら、くに、たらたら）の意味は、金田一京助が伝承を採録した明治期の時点で意味は忘れ去られていた。止むを得ず短い方の名前を「村滴々、国滴々」と訳出して「村、たらたら、国、たらたら」と読んでいる。など。chik=滴る、（雫が）落ちる、だからだ。
アイヌラックル（半人半神）の名前は moshir shitchire, kotan shitchire, oipepi poro, sanenkor suoyankep sani である、という。これは「国焼郷焼大椀額際鍋抱の子」と訳出されている。しかし筋は全然別な説話である。

## モシレチク・コタネチクが登場する作品

### ゲーム
- 大神 - 双魔神モシレチク・コタネチク。その姿から黄金魔神モシレチク、白銀魔神コタネチクと呼ばれる。腹部に時計の機械が埋め込まれたカラクリ仕掛けのフクロウの様な姿をしている[6]。
- Fate/Grand Order -期間限定イベント『神秘の国のONILAND!!』で登場した[7]